# Вантаж без маркування
«Вантаж без маркування» — український радянський художній фільм 1984 року про роботу митників. Дебют Олексія Горбунова у кіно.

## Сюжет
Радянські митники зіштовхуються з міжнародною наркомафією. Помічник капітана іноземного торгового судна замішаний в перевезенні великої партії наркотиків у контейнерах без маркування. Для дозаправки судну доводиться зайти у радянський порт. Фільм став одним з найкасовіших у радянському кіно 1985 року.

## У ролях
- Олексій Горбунов — митник Євген Стенько
- Ольга Бітюкова — Юлія, дівчина Євгена Стенько
- Владислав Галкін — Вовчик, брат Юлії
- Тину Карк — Чіф, помічник капітана
- Арніс Ліцитіс — Хосе Феррачі, капітан берегової охорони
- Гедимінас Гірдвайніс — стюард, «Раджа»
- Борислав Брондуков — матрос
- Юрій Григор'єв — Ігор, друг Євгена Стенько
- Ігор Слободський
- Гіві Тохадзе — капітан
- Ліна Шевченко — Мей
- Сергій Пономаренко — Лисий
- Володимир Мсрян — Ромеро
- Олександр Нікітчин — Ортопед
- Віктор Поліщук — інспектор митниці
- Олександр Вокач — канадець
- Юрі Ярвет — контрабандист